# Into the Woods
|  | No s'ha de confondre amb Into the Woods (pel·lícula). |

Into the Woods (en català: Boscos endins) és un musical amb música i lletra de Stephen Sondheim i llibret de James Lapine. Desenvolupa i entrellaça els arguments de diversos contes dels germans Grimm per explorar les conseqüències dels desigs dels personatges.
Els personatges principals són agafats d'històries com La Caputxeta Vermella, Jan i la mongetera màgica, Repunxó i La Ventafocs, units en una història original on també hi ha implicats un forner i la seva dona que volen formar una família. També inclou referències a altres contes coneguts.

## Argument

### Primer Acte
El Narrador presenta quatre personatges, els quals tots tenen un desig: la Ventafocs, que desitja anar al ball reial; Jack, un noi simple que desitja que la seva vaca, la Blanqueta, pugui donar llet; i el Forner i la seva esposa, que desitgen tenir un fill. Mentre que la Caputxeta Vermella compra pa al Forner per portar-lo a casa de l'àvia, la mare de Jack el fa anar a vendre la vaca, i la madastra de la Ventafocs i les seves filles la fastiguegen car ella vol anar al ball reial.
La veïna del Forner, una vella Bruixa lletja, explica que l'origen de la infertilitat de la parella és una maledicció que va llançar sobre la família del Forner. A més de la maledicció, la Bruixa va endur-se'n Rapunzel, la filla acabada de néixer de mans del pare del Forner ("Witch's Entrance"). La maledicció s'esvairà si el Forner i la seva Esposa poden trobar els quatre ingredients que la Bruixa necessita per a fer certa poció: "una vaca tan blanca com la llet, una capa tan vermella com la sang, el cabell tan groc com el blat i la sabata tan pura com l'or", tot això abans de la mitjanit d'ací a tres dies. Tots comencen els seus viatges dins del bosc: en Jack per vendre la seva vaca al mercat, la família de la Ventafocs cap al Festival, la Ventafocs cap a la tomba de la seva mare per demanar-li consell, la Caputxeta Vermella a casa de la seva àvia, i el Forner, rebutjant l'ajut de la seva esposa, per trobar els ingredients ("Prologue").
La Ventafocs visita la tomba de la seva mare i rep un vestit i unes sabates de l'esperit de la seva mare ("Cinderella at the Grave"). La Caputxeta Vermella es troba amb un llop famolenc ("Hello, Little Girl"). El Forner troba la seva esposa, que l'ha seguit cap al bosc, i la parella canvia la vaca d'en Jack per cinc dels fesols ("I Guess This Is Goodbye"), dient-li que són màgics. Al Forner, que no coneix el poder dels fesols, li fa cosa de ser tan deshonrat, però la seva dona li diu que "Potser són màgics". Quan la Caputxeta Vermella arriba a casa de l'àvia, és devorada pel Llop. El Forner que persegueix la capa vermella, mata el Llop, i en treu la Caputxeta Vermella i la seva àvia de les entranyes de la bèstia. La Caputxeta Vermella el recompensa amb la capa vermella, reflexionant a les seves noves experiències ("Sé coses ara"). La mare d'en Jack llença els fesols; i aquests creixen fins a ser una gran mongetera. Mentre, la Ventafocs fuig del ball, perseguida pel Príncep i el seu Lacai, i la Fornera demana a la Ventafocs pel ball. La Ventafocs li explica que ha estat un gran ball amb "Un príncep molt formós". La Fornera es fixa en les sabates de cristall quan la Ventafocs comença a partir. Girant-se per perseguir la Ventafocs, la Blanqueta se'n va, deixant la Fornera sense sabata i sense vaca. Els personatges pensen en la seva moral i creences durant la primera mitjanit ("First Midnight").
Jack descriu la seva aventura després de baixar de la mongetera ("Giants in the Sky"). Dona al Forner 5 peces d'or que ha pres dels gegants per tornar a comprar la seva vaca, i qual el Forner dubta, Jack torna a enfilar-se a la mongetera per a cercar-ne més. L'Home Misteriós emergeix i es riu del Forner, robant-li els diners. La Fornera confessa que ha perdut la vaca, i tots dos se'n van a cercar-la. El Príncep de la Ventafocs i el de la Rapunzel, que són germans, es vanten sobre els seus nous amors ("Agony"). La Fornera nota que el Príncep de Rapunzel menciona que està enamorat d'una noia en una torre amb uns cabells tan "rossos com el blat". La Fornera enganya Rapunzel per fer-li treure els cabells per la finestra, i els hi estira. Mentrestant, l'Home Misteriós torna la Blanqueta al Forner.
La Fornera i la Ventafocs tornen a trobar-se, i la Fornera fa un intent desesperat per agafar-li les sabates, i gairebé ho aconsegueix abans que la Ventafocs se'n vagi. El Forner i la seva Esposa es reuneixen, ara amb tres dels quatre objectes. El Forner admet que han hagut de treballar junts per aconseguir-ho ("It Takes Two"). Jack arriba amb una gallina que pon ous d'or i mira de comprar la Blanqueta, però la vaca cau morta mentre és mitjanit. De nou, els personatges bescanvien consells ("Second Midnight"). La Bruixa descobreix que el Príncep ha visitant la Rapunzel i li demana que es quedi amb ella ("Stay with Me"); quan Rapunzel hi refusa, la Bruixa emprenyada li talla els cabells i la llança a un desert. L'Home Misteriós dona els diners al Forner per comprar una altra vaca, i Jack, desafiat per la Caputxeta Vermella, que ara porta una capa feta amb una pell de llop i un ganivet per defensar-se, torna de nou a la casa del Gegant per a robar una arpa màgica.
El Príncep de la Ventafocs posa quitrà a l'escala del castell per provar de capturar-la; però fracassa, tot i que la Ventafocs deixa una de les sabates als graons del palau ("On the Steps of the Palace") com a prova de la seva identitat. La Fornera procura de canviar una de les seves pròpies sabates i el seu darrer fesol per la sabata de la Ventafocs; i aquesta deixa estar el fesol, però canvia la sabata amb la Fornera i se'n va. El Forner arriba amb una altra vaca, i ara tenen els quatre ingredients. Se sent un gran terrabastall i la mare d'en Jack informa que un gegant ha caigut de la mongetera i que jau mort al seu jardí. La Bruixa descobreix que la nova vaca no és purament blanca, sinó que està coberta de farina. Però la Bruixa reviu la Blanqueta, i el Forner i la seva Esposa li donen els ingredients. En Jack la muny, però no surt llet. La Fornera diu que el cabell és de la Rapunzel, i la Bruixa li explica furiosa que no podrà fer màgia, perquè ella (la Bruixa) ha tocat el cabell de Rapunzel. L'Home Misteriós diu al Forner que el faci menjar a la vaca. Ara la Blanqueta dona llet (que és la poció). La Bruixa diu que l'Home Misteriós és el pare del Forner, però l'Home mor abans que el Forner pugui parlar amb ell. La maledicció s'ha trencat, i recupera la joventut i la bellesa, que va perdre quan li van robar els fesols.
El Príncep de la Ventafocs la troba, veu que el peu lliga amb la sabata, i ella esdevé l'esposa del Príncep. Rapunzel ha tingut bessons, i ella i el seu Príncep es reuneixen. La Bruixa intenta maleir la parella, només per descobrir que ha perdut els poders. En el casament de la Ventafocs amb el Príncep, les germanastres són cegades per ocells mentre que proven de guanyar el favor de la Ventafocs. Tots, llevat de la Bruixa i les germanastres, es congratulen per poder viure feliçment "Per Sempre", encara que no s'adonen que al fons creix una altra mongetera alta fins al cel.

### Segon Acte
Tots els personatges semblen feliços però, irònicament, encara desitgen: el Forner i la seva Esposa tenen el seu preciós fill, però voldrien més habitacions; Jack i la seva Mare són rics i estan ben alimentats, però en Jack enyora el seu regne del cel; i la Ventafocs viu amb el seu Príncep Encantador al palau, però s'avorreix ("So Happy").
De sobte, tots queden astorats per un gran cop, i unes petjades enormes han destruït el jardí de la bruixa, deixant només unes poques mongetes. El Forner i la seva Esposa decideixen que han de dir-ho a la Família Reial, i escorten la Caputxeta Vermella a casa de l'àvia després que la seva mare hagi mort pel Gegant. Jack decideix que ha de matar el Gegant i la Ventafocs s'assabenta pels seus amics ocells que la tomba de la seva mare ha estat malmesa i decideix anar-hi per investigar-ho ("Into the Woods" Reprise). Mentre que tota la resta torna cap al bosc per fer front a les noves amenaces, els dos Prínceps es lamenten que s'avorreixen en els seus matrimonis i ara desitgen dues noves princeses: Blancaneus i la Bella Dorment ("Agony" Reprise). Rapunzel es torna histèrica i parteix.
El Forner, la seva Esposa i la Caputxeta Vermella es perden al bosc i es troben amb la Bruixa, que els ennova que les seves coses han estat destruïdes, i la Família Reial i el Majordom, que diuen que el castell ha estat destruït pel Gegant. El Gegant apareix: és una geganta, la vídua del gegant que en Javk va matar en caure de la mongetera. La Geganta proclama que vol la sang de Jack en venjança. Per satisfer la Geganta, ofereixen el Narrador com a sacrifici, sense adonar-se de com perduts estaran sense ell. Finalment, la Bruixa el llença en braços de la Geganta i el mata. La Mare d'en Jack troba el grup i defensa el seu fill, aïrant la Geganta i el Majordom colpeix la Mare d'en Jack perquè s'estigui callada, la mata sense adonar-se'n. La Geganta se'n va cercant en Jack, i Rapunzel corre cap a sota i és trepitjada per la Geganta, davant l'horror de la Bruixa i el seu Príncep ("Witch's Lament").
La Bruixa declara que trobarà en Jack i el sacrificarà a la Geganta, i el Forner i la seva Esposa decideixen que l'han de trobar primer i se'n van a cercar-la. La Fornera topa amb el Príncep de la Ventafocs, i ell sedueix la Fornera ("Any Moment"). Mentrestant, el Forner troba la Ventafocs davant la tomba destruïda de la seva mare i la convenç que s'uneixi al grup per estar més segura. El Príncep, satisfet, parteix, deixant la Fornera amb alguns temes, i ella s'adona del seu error i decideix tornar a la seva vida feliç amb el forner i el seu fill ("Moments in the Woods"), moments abans de ser accidentalment esclafada per la Geganta.
El Forner, la Caputxeta Vermella i la Ventafocs esperen la tornada de la Fornera quan la Bruixa porta en Jack. El Forner queda trencat per la pena en saber la mort de la seva esposa, i es mostra d'acord per donar Jack a la Geganta. Els personatges es culpen els uns els altres pels seus mals, fins que finalment decideixen culpar la Bruixa per fer créixer aquells fesols ("Your Fault"). Disgustada, la Bruixa els maleeix, llença la resta de les mongetes màgiques, reactivant la maledicció de la seva mare i s'esfuma ("Last Midnight").
El dolgut Forner se'n va, però és visitat per l'esperit del seu pare, qui el convenç de fer front les seves responsabilitats ("No More"). El Forner torna i ajuda a planificar com matar la Geganta, usant els ocells amics de la Ventafocs perquè piquin els ulls de la Geganta a una zona tacada, on Jack i el Forner podran donar-li el cop mortal. La Ventafocs fa front al seu Príncep infidel, i se separen. La Caputxeta Vermella torna i diu que la seva àvia ha estat morta per la Geganta. El Forner diu a Jack que la seva mare també és morta. Jack jura matar el majordom en venjança, fins que el Forner el convenç que matant el majordom ningú no en guanyarà res. La Ventafocs consola la Caputxeta i intenta respondre als seus escrúpols que matar el gegant no els farà millors que ella. El Forner explica a Jack la seva incapacitat per dir què és realment el que és moralment correcte ("No One Is Alone").
Els quatre personatges maten la Geganta, i cadascun dels personatges morts torna per descriure la lliçó que han après. Els supervivents planifiquen de reconstruir les seves vides junts, i la Fornera torna (en forma d'esperit) per donar una darrera lliçó al seu marit: "Explica al nostre fill la història dels Boscos; les accions tenen conseqüències, fins i tot per a les futures generacions". El Forner comença a explicar la història mentre que la Bruixa apareix, amb la darrera moralitat: "Tingueu cura amb el que passeu als vostres filles" ("Children Will Listen"). Tots s'uneixen en una darrera 'reprise' de la cançó del títol, suposant que tots hem d'aventurar-nos Boscos Endins, però que mai no hem d'oblidar el passat ("Finale"). La Ventafocs acaba amb: "Jo vull..."

## Produccions

### Producció original de Broadway
Into the Woods s'estrenà al Old Globe Theatre de San Diego, Califòrnia, el 4 de desembre de 1986, on es representà en 50 funcions sota la direcció de James Lapine. Molts dels membres del repartiment també van aparèixer al repartiment de Broadway. John Cunningham, que interpretava al Narrador, el Llop i el Patge, va ser substituït per Tom Aldredge, qui interpretà el Narrador i l'Home Misteriós. LuAnne Ponce, que interpretava la Caputxeta Vermella va ser substituïda per Danielle Ferland; i Ellen Foley, la Bruixa, va ser reemplaçada per Bernadette Peters.
El musical s'estrenà a Broadway al Martin Beck Theatre el 5 de novembre de 1987, tancant el 3 de setembre de 1989, després de 764 funcions. Estava interpretat per Bernadette Peters, Joanna Gleason, Chip Zien, Kim Crosby, Ben Wright, Danielle Ferland, Chuck Wagner, Merle Louise, Tom Aldredge i Robert Westenberg. Estava dirigit per James Lapine, amb direcció musical de Lar Lubovitch. La producció guanyà el Premi del Cercle de Crítics de Teatre de Nova York de 1988 i el Premi Drama Desk a millor musical. L'enregistrament original guanyà el Premi Grammy. Joanna Gleason guanyà el Premi Tony a la Millor Actriu de Musical, i James Lapine (Llibret) i Stephen Sondheim (Partitura Original) també guanyaren el Tony.
Peters abandonà el show després de 5 mesos a causa de compromisos anteriors, sent substituïda per Phylicia Rashad, que posteriorment seria substituïda per Nancy Dussault. El 1989 Betsy Joslyn va substituir a Dussault, que es dirigí a la gira nacional, i Ellen Foley tornà al paper de Bruixa al final de la gira.
El 9 de novembre de 1997 es va realitzar una funció benèfica pel 10è Aniversari al The Broadway Theatre de Nova York, amb el repartiment original.
La producció original va ser enregistrada al maig de 1989 i emesa per la televisió pública americana el 20 de maç de 1991. Aquesta versió ha estat posteriorment publicada en DVD.

### Producció Original de Londres
La producció original de Londres s'estrenà al Phoenix Theatre el 25 de setembre de 1990 i tancà el 23 de febrer de 1991, després de 197 funcions. Va ser dirigida per i interpretada per Clive Carter (Llop i Príncep de la Ventafocs), que va ser nominat per a un Premi Laurence Olivier, i Imelda Staunton com la Fornera, que guanyà un Premi Olivier per la seva actuació. Julia McKenzie interpretà la Bruixa, i Nicholas Parsons el Narrador. Alguns aspectes de la història i una cançó que havien estat retallats de la producció original van ser afegits a la producció de Londres. A més, s'afegí la cançó "Our Little World" (un duet entre la Bruixa i Rapunzel que s'endinsa en la cura que té la Bruixa per la seva autoproclamada filla i el desig de Rapunzel per veure el món més enllà la torre).

### Revival de Londres 1998
El 16 de novembre de 1998 s'estrenà una nova producció del show al Donmar Warehouse de Londres, tancant el 13 de febrer de 1999. Aquest revival va ser dirigit per John Crowley i interpretat per Clare Burt com la Bruixa, Nick Holder com el Forner, Sophie Thompson com la Fornera, Jenna Russell com la Ventafocs, Sheridan Smith com la Caputxeta Vermella i Frank Middlemass com el Narrador/Home Misteriós. Posteriorment Russell apareixeria com la Fornera a la producció del Regent's Park del 2010.Thompson guanyà l'Olivier 1999 a Millor Actriu, mentre que la producció va ser nominat a Producció Musical Més Destacada.

### Revival de Broadway del 2002
El revival del 2002, dirigit per James Lapine, començà les prèvies el 13 d'abril del 2002 i s'estrenà oficialment el 30 d'abril al Broadhurst Theatre, tancant el 29 de desembre, després de 18 prèvies i 279 funcions. Estava protagonitzat per Vanessa L. Williams com la Bruixa, la veu enregistrada de Judi Dench com la Geganta, John McMartin (Narrador), Stephen DeRosa (el Forner), Gregg Edelman (Príncep de la Ventafocs/Llop), Christopher Sieber (Príncep de Rapunzel/Llop), Molly Ephraim (Caputxeta Vermella) i Laura Benanti (Ventafocs).
L'argument va ser retocat, amb una sub-trama que incloïa un cameig dels Tres Porquets, restaurat de l'anterior producció a San Diego.
 Entre els altres canvis hi havia l'addició de la cançó "Our Little World" (el duet entre la Bruixa i Rapunzel introduït a la producció de Londres); la vaca de Jack era un titella amb un actor a dins; "The Last Midnight" era cantada per la Bruixa com una cançó de bressol amenaçadora vers el fill ostatge del Forner. A més, hi havia dos Llops en lloc d'un, cantats pels dos actors que també feien de Prínceps, com a símbol dels seus apetits insaciables.
Aquest revival va guanyar els Tony a Millor Revival i Millor Il·luminació.

### Regent's Park Open Air Theatre, 2010
La producció del Regent’s Park Open Air Theatre, guanyadora del Premi Olivier i dirigida per Timothy Sheader, s'interpretà durant una temporada limitada de només sis setmanes, entre el 6 d'agost i l'11 de setembre del 2010. el repartiment incloïa a Hannah Waddingham com la Bruixa, Jenna Russell com la Fornera, Helen Dallimore com la Ventafox i Judi Dench com la veu enregistrada de la Geganta.
Aquesta ha estat l'única ocasió en que Into the Woods ha estat realitzada a l'exterior, en una zona boscosa. Si bé el llibret seguí sense modificacions, el subtext de l'argument va ser alterat enormement al situar com a Narrador un jove escolar perdut al bosc seguint a family argument - un símbol per il·lustrar els temes del musical sobre el parentesc i l'adolescència.
La crítica aplaudí aquesta producció, comentant l'efectivitat de situar-la a l'aire lliure. El mateix Sondheim assistí a dues funcions, i afirmà estar molt satisfet amb la producció.

### D'altres produccions
Producció de Dagoll Dagom del 2007
Al 2007 va ser produïda per Dagoll Dagom, adaptada al català per Joan Vives Sanfeliu, amb la col·laboració de Joan Lluís Bozzo. Va ser estrenada el 22 de novembre al Festival Temporada Alta de Girona, i al gener del 2008 va passar al Teatre Victòria del Paral·lel barceloní, on va estar-s'hi fins al 4 de maig. El repartiment va comptar amb Gisela, Marc Pujol, Josep Maria Gimeno, Anabel Totusaus, Clara del Ruste, Anna Ventura, Laura Ventura, Teresa Vallicrosa, Anna Moliner, Mone, Sergi Albert, Maria del Mar Maestu, Ferran Castells i Carlos Gramaje.
Es va editar el CD amb el repartiment original en català.

## Adaptacions

### Versió júnior
El musical té una versió infantil per a representar-se a les escoles, amb el segon acte completament eliminat, així com diversos elements del primer. El show passa de les 3 hores originals a entre 60-80 minuts, i la música ha estat adaptada a un nivell vocal més apte per a les veus infantils.

### La pel·lícula
A l'octubre de 1994 es realitzà la lectura d'un guió, escrit per Lowell Ganz i Babaloo Mandel, a la casa de la directora Penny Marshall, amb un repartiment format per Robin Williams com el Forner, Goldie Hawn com la Fornera, Cher com La Bruixa', Danny DeVito com El Gegant, Steve Martin com El Llop, i Roseanne Barr com La Mare d'en Jack. A finals de 1995, Daily Variety informà que Jim Henson Prods. i Storyline Entertainment produirien la pel·lícula, dirigida per Rob Minkoff. El gener de 1997, Daily Variety informà que el projecte anava cap a Columbia Pictures, encara dirigida per Rob Minkoff, que Sondheim havia escrit dues noves cançons i que hi havia converses amb Billy Crystal, Meg Ryan i Susan Sarandon perquè la protagonitzessin; tot i que segons les informacions més recents sembla que el projecte està aparcat.

## Repartiments
Repartiment d'algunes de les produccions més importants d'Into the Woods:
| Personatge          | Broadway 1987     | Londres 1990     | Broadway 2002                      | Londres 2007        | Barcelona 2007       | Regent's Park 2010                        |
| ------------------- | ----------------- | ---------------- | ---------------------------------- | ------------------- | -------------------- | ----------------------------------------- |
| Narrador            | Tom Aldredge      | Nicholas Parsons | John McMartin                      | Gary Waldhorn       | Jordi Estadella      | Ethan Beer, Eddie Manning, Joshua Swinney |
| Ventafocs           | Kim Crosby        | Jacqui Dankworth | Laura Benanti                      | Gillian Kirkpatrick | Gisela               | Helen Dallimore                           |
| Jan                 | Ben Wright        | Richard Dempsey  | Adam Wylie                         | Peter Caulfield     | Marc Pujol           | Ben Stott                                 |
| Forner              | Chip Zien         | Ian Bartholomew  | Stephen DeRosa                     | Clive Rowe          | Josep Maria Gimeno   | Mark Hadfield                             |
| Dona forner         | Joanna Gleason    | Imelda Staunton  | Kerry O'Malley                     | Anna Francolini     | Anabel Totusaus      | Jenna Russell                             |
| Madrastra Ventafocs | Joy Franz         | Ann Howard       | Pamela Myers                       | Elizabeth Brice     | Clara del Ruste      | Gaye Brown                                |
| Florinda            | Kay McClelland    | Elizabeth Brice  | Tracy Nicole Chapman               | Louise Bowden       | Anna Ventura         | Amy Ellen Richardson                      |
| Lucinda             | Lauren Mitchell   | Liza Sadovy      | Amanda Naughton                    | Lara Pulver         | Laura Ventura        | Amy Griffiths                             |
| Mare d'en Jan       | Barbara Bryne     | Patsy Rowlands   | Marylouise Burke                   | Anne Reid           | Teresa Vallicrosa    | Marilyn Cutts                             |
| Caputxeta Vermella  | Danielle Ferland  | Tessa Burbridge  | Molly Ephraim                      | Suzanne Toase       | Anna Moliner         | Beverly Rudd                              |
| Bruixa              | Bernadette Peters | Julia McKenzie   | Vanessa L. Williams                | Beverly Klein       | Mone                 | Hannah Waddingham                         |
| Pare Ventafocs      | Edmund Lyndeck    | John Rogan       | Dennis Kelly                       |                     | Sergi Albert         | Martin Nelson                             |
| Mare Ventafocs      | Merle Louise      | Eunice Gayson    | Laura Benanti                      | Gemma Wardle        | Maria del Mar Maestu | Gemma Wardle                              |
| Home misteriós      | Tom Aldredge      | John Rogan       | John McMartin                      | Martin Nelson       | Ferran Castells      | Billy Boyle                               |
| Llop                | Robert Westenberg | Clive Carter     | Gregg Edelman & Christopher Sieber | Nicholas Garrett    | Carlos Gramaje       | Michael Xavier                            |
| Repunxó             | Pamela Winslow    | Mary Lincoln     | Melissa Dye                        | Christina Haldane   | Maria del Mar Maestu | Alice Fearn                               |
| Príncep Repunxó     | Chuck Wagner      | Mark Tinkler     | Christopher Sieber                 | Nic Greenshields    | Sergi Albert         | Simon Thomas                              |
| Àvia                | Merle Louise      | Eunice Gayson    | Pamela Myers                       | Linda Hibberd       | Clara del Ruste      | Valda Aviks                               |
| Príncep Ventafocs   | Robert Westenberg | Clive Carter     | Gregg Edelman                      | Nicholas Garrett    | Carlos Gramaje       | Michael Xavier                            |
| Lacai               | Philip Hoffman    | Peter Ledbury    | Trent Armand Kendall               | Byron Watson        | Ferran Castells      | Mark Goldthorp                            |
| Gegant              | Merle Louise      | Eunice Gayson    | Judi Dench (veu)                   | Linda Hibberd       |                      | Judi Dench (veu enregistrada)             |
| Blancaneus          | Jean Louisa Kelly | Megan Kelly      |                                    |                     |                      | Sophie Caton                              |
| Bella dorment       | Maureen Davis     | Kate Arneil      | Jennifer Malenke                   |                     |                      |                                           |
| Milky White         |                   |                  | Chad Kimball                       |                     |                      |                                           |
| Arpa                |                   |                  |                                    |                     |                      | Sophie Caton                              |

## Números musicals
| I Acte - "Prologue (Primer Acte)" – Narrador, Companyia (el Pròleg del Primer Acte està dividit en 9 parts que sovint es veuen com a cançons individuals) - "Cinderella at the Grave" – Ventafocs, Mare de la Ventafocs - "Hello, Little Girl" – Llop, Caputxeta Vermella (amb un segon llop I els 3 porquets afegits al revival del 2002) - "I Guess This Is Goodbye" – Jack - "Maybe They're Magic" – Forner, Fornera - "Our Little World" – Bruixa, Rapunzel (afegida a la producció original de Londres) - "Maybe They're Magic (reprise)" - Forner - "I Know Things Now" – Caputxeta Vermella - "A Very Nice Prince" – Ventafocs, Fornera - "One Midnight Gone" – Companyia - "Giants in the Sky" – Jack - "Agony" – Príncep de la Ventafocs, Príncep de Rapunzel - "A Very Nice Prince (reprise)" – Ventafocs, Fornera - "It Takes Two" – Forner, Fornera - "Two Midnights Gone" – Companyia - "Stay With Me" – Rapunzel, Bruixa - "On the Steps of the Palace" – Ventafocs (with Jack and Caputxeta Vermellain 2002 revival) - "Finale (Primer Acte)" – Companyia (the Act One Finale is divided into seven parts which are often viewed as individual songs | II Acte - "Prologue (Segon Acte)" – Narrador, Companyia (el Pròleg del Segon Acte està dividit en 9 parts que sovint es veuen com a cançons individuals - "Agony" (reprise) – Príncep de la Ventafocs, Príncep de Rapunzel - "Witch's Lament" – Bruixa - "Any Moment" – Príncep de la Ventafocs, Fornera - "Any Moment (reprise)" - Príncep de la Ventafocs, Fornera - "Moments in the Woods" – Fornera - "Your Fault" – Jack, Forner, Ventafocs, Caputxeta Vermella, Bruixa - "Last Midnight" – Bruixa - "No More" – Forner, Home Misteriós - "No One Is Alone (part 1)" – Ventafocs, Caputxeta Vermella - "No One Is Alone (part 2)" - Ventafocs, Forner, Caputxeta Vermella, Jack - "Finale (Segon Acte)" – Companyia (el final està dividit en 5 parts que sovint es veuen com a cançons individuals) |

## Anàlisi del llibret i la música
En la majoria de les produccions de Into the Woods, incloent la producció original de Broadway, diversos personatges són doblats: el Príncep de la Ventafocs i el Llop, que comparteixen la característica la incapacitat per controlar els seus apetits, són interpretats pel mateix actor. De manera semblant, el Narrador i l'Home Misteriós, que comparteixen la característica de comentar la història sense involucrar-se o responsabilitzar-se de l'acció, són interpretats pel mateix actor. Granny i la Mare de la Ventafocs, que són dos personatges matriarcals, també són interpretats per la mateixa actriu, que també sol donar la seva veu a la Geganta.
El show toca una munió de temes: el creixement, els pares i fills, l'acceptació de responsabilitats, la moralitat i, finalment, la satisfacció del desig i les seves conseqüències. William A. Henry III va escriure que "la idea bàsica... en el fons, la majoria de contes de fades són sobre l'amor però, acosat entre la relació entre pares i fills. Gairebé tot el que va malament, és a dir, gairebé tot el que pot, surt des d'una falta als deures paterns o filials, malgrat que sigui amb les millors intencions" Stephen Holden escriu que els temes del musicals inclouen les relacions paterno-filials i la responsabilitat individual vers la comunitat. La bruixa no és només una bruixa, sinó que és un símbol clau de l'ambivalència moral. James Lapine deia que la persona més desagradable (la Bruixa) tindriia les veritables coses a dir i la gent "millor" no seria pas més honesta. En paraules de la Bruixa: "No sóc bona; no sóc maca; sóc justa".
La partitura és també notable dins la producció de Sondheim, degut a la seva reelaboració intricada i el desenvolupament de petits motius musicals. En particular, les paraules inicials "Jo vull" s'estableixen en l'interval d'un segon augment important i aquesta petita unitat es repeteix i es desenvolupa durant tota la funció, mentre que el llibret de Lapine explora les conseqüències els desigs i del propi interès. El diàleg es caracteritza per l'ús constant del discurs sincopat. En molts casos, les línies dels personatges tenen un ritme fix que segueix el ritme natural de la parla, però també està integrat a propòsit en el ritme de corxeres, negres i semicorxeres com a part d'una cançó parlada. Com en diverses produccions de Sondheim/Lapine les cançons contenen un procés de pensament narratiu, on els personatges parlen o pensen en veu alta.
Sonheim es basà en parts de la seva difícil infància quan va escriure el show. El 1987 va declarar a la revista Time que "el pare incòmode amb els nens era el seu pare, i la mare que es lamenta d'haver tingut fills és la seva."

## Premis i nominacions

### Producció Original de Broadway
| Any  | Premi                                    | Categoria                                    | Nominat(s)                     | Resultat   |
| ---- | ---------------------------------------- | -------------------------------------------- | ------------------------------ | ---------- |
| 1988 | Premi Tony                               | Millor Musical                               | Millor Musical                 | Nominat    |
| 1988 | Premi Tony                               | Millor Banda Sonora                          | Stephen Sondheim               | Guanyador  |
| 1988 | Premi Tony                               | Millor Llibret de Musical                    | James Lapine                   | Guanyador  |
| 1988 | Premi Tony                               | Millor Direcció de Musical                   | James Lapine                   | Nominat    |
| 1988 | Premi Tony                               | Millor Actriu Protagonista de Musical        | Joanna Gleason                 | Guanyadora |
| 1988 | Premi Tony                               | Millor Actor de Repartiment de Musical       | Robert Westenberg              | Nominat    |
| 1988 | Premi Tony                               | Millor coreografia                           | Lar Lubovitch                  | Nominat    |
| 1988 | Premi Tony                               | Millor escenografia de musical               | Tony Straiges                  | Nominat    |
| 1988 | Premi Tony                               | Millor Vestuari de Musical                   | Ann Hould-Ward                 | Nominat    |
| 1988 | Premi Tony                               | Millor Il·luminació de Musical               | Richard Nelson                 | Nominat    |
| 1988 | Premi Drama Desk                         | Musical Més Destacat                         | Musical Més Destacat           | Guanyador  |
| 1988 | Premi Drama Desk                         | Música Més Destacada                         | Stephen Sondheim               | Nominat    |
| 1988 | Premi Drama Desk                         | Lletres Més Destacat                         | Stephen Sondheim               | Guanyador  |
| 1988 | Premi Drama Desk                         | Llibret de Musical Més Destacat              | James Lapine                   | Guanyador  |
| 1988 | Premi Drama Desk                         | Director de Musical Més Destacat             | James Lapine                   | Nominat    |
| 1988 | Premi Drama Desk                         | Actriu de Musical Més Destacada              | Bernadette Peters              | Nominada   |
| 1988 | Premi Drama Desk                         | Actor de Repartiment de Musical Més Destacat | Robert Westenberg              | Nominat    |
| 1988 | Premi Drama Desk                         | Actriu de Musical Més Destacada              | Joanna Gleason                 | Guanyadora |
| 1988 | Premi Drama Desk                         | Actriu de Musical Més Destacada              | Danielle Ferland               | Nominada   |
| 1988 | Premi Drama Desk                         | Escenografia Més Destacada                   | Tony Straiges                  | Nominat    |
| 1988 | Premi Drama Desk                         | Vestuari Més Destacat                        | Ann Hould-Ward                 | Nominada   |
| 1988 | Premi Drama Desk                         | Il·luminació Més Destacada                   | Richard Nelson                 | Nominat    |
| 1988 | Premi Drama Desk                         | Orquestracions Més Destacades                | Jonathan Tunick                | Nominat    |
| 1988 | Premi del New York Drama Critics' Circle | Millor Musical                               | Millor Musical                 | Guanyador  |
| 1989 | Premis Grammy                            | Millor àlbum de teatre musical               | Millor àlbum de teatre musical | Guanyador  |

### Producció original de Londres
| Any  | Premi                  | Categoria                                             | Nomineat        | Resultat  |
| ---- | ---------------------- | ----------------------------------------------------- | --------------- | --------- |
| 1991 | Premi Laurence Olivier | Millor Musical                                        | Millor Musical  | Nominat   |
| 1991 | Premi Laurence Olivier | Director d'un Musical                                 | Richard Jones   | Guanyador |
| 1991 | Premi Laurence Olivier | Millor Actor de Musical                               | Ian Bartholomew | Nominat   |
| 1991 | Premi Laurence Olivier | Millor Actriu de Musical                              | Imelda Staunton | Guanyador |
| 1991 | Premi Laurence Olivier | Millor Actriu de Musical                              | Julia McKenzie  | Nominada  |
| 1991 | Premi Laurence Olivier | Millor Actuació en un Paper de Repartiment de Musical | Clive Carter    | Nominat   |
| 1991 | Premi Laurence Olivier | Millor Vestuari                                       | Sue Blane       | Nominada  |

### Revival de Londres 1999
| Any  | Premi                  | Categoria                | Nominat(s)             | Resultat  |
| ---- | ---------------------- | ------------------------ | ---------------------- | --------- |
| 1999 | Premi Laurence Olivier | Millor Revival Musical   | Millor Revival Musical | Nominat   |
| 1999 | Premi Laurence Olivier | Millor Actriu de Musical | Sophie Thompson        | Guanyador |

### Versió de Dagoll Dagom 2007
| Any  | Premi        | Categoria                | Nominat(s)     | Resultat   |
| ---- | ------------ | ------------------------ | -------------- | ---------- |
| 2008 | Premi Butaca | Millor Musical           | Millor Musical | Guanyador  |
| 2008 | Premi Butaca | Millor Actriu de Musical | Anna Moliner   | Guanyadora |
| 2008 | Premi Max    | Millor musical           | Millor musical | Nominat    |
| 2008 | Premi Max    | Millor coreografia       | Anna Briansó   | Nominada   |
| 2008 | Premi Max    | Millor director musical  | Joan Vives     | Nominat    |